# Ga Phnôm Pênh

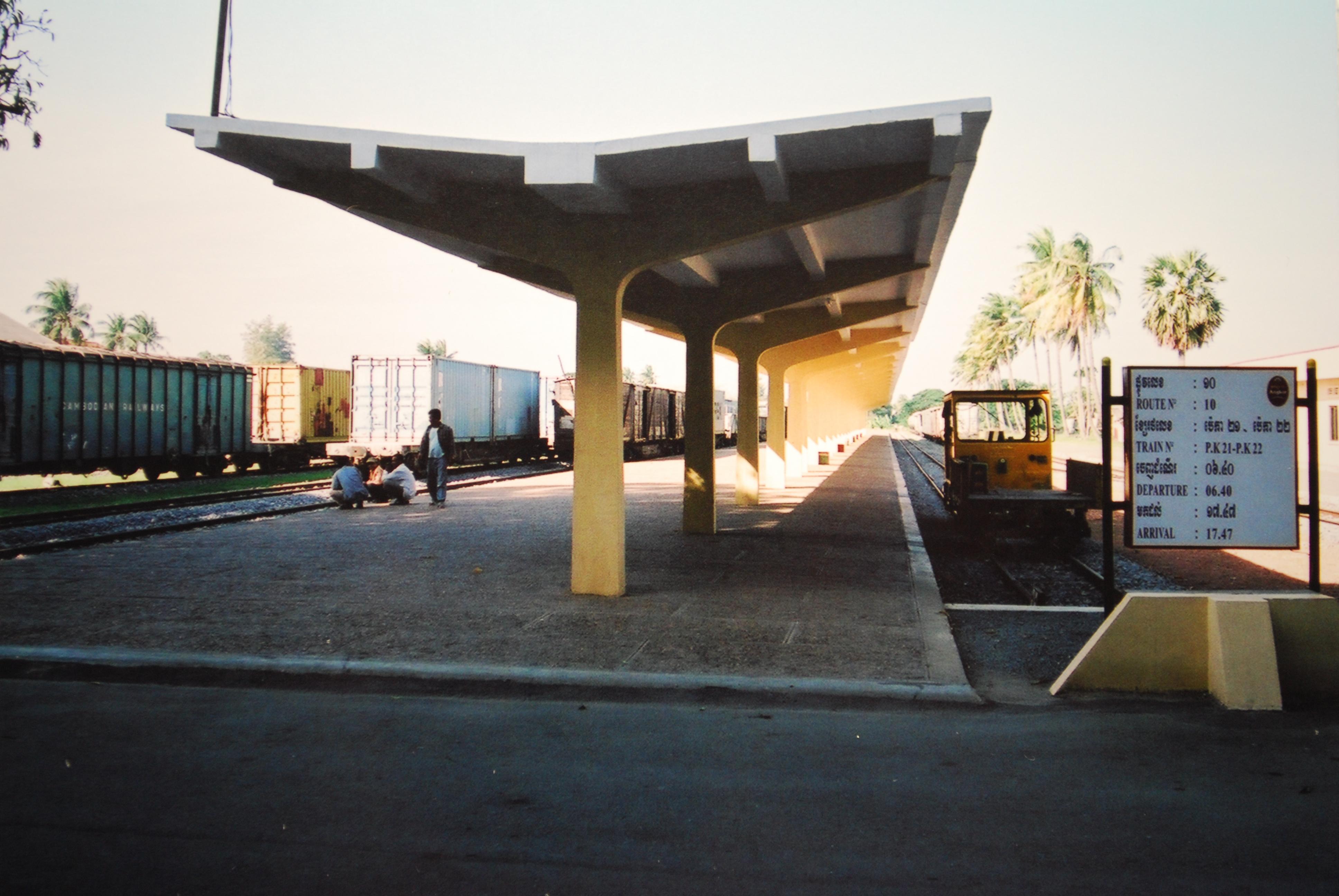
Sân ga trước khi cải tạo năm 2004

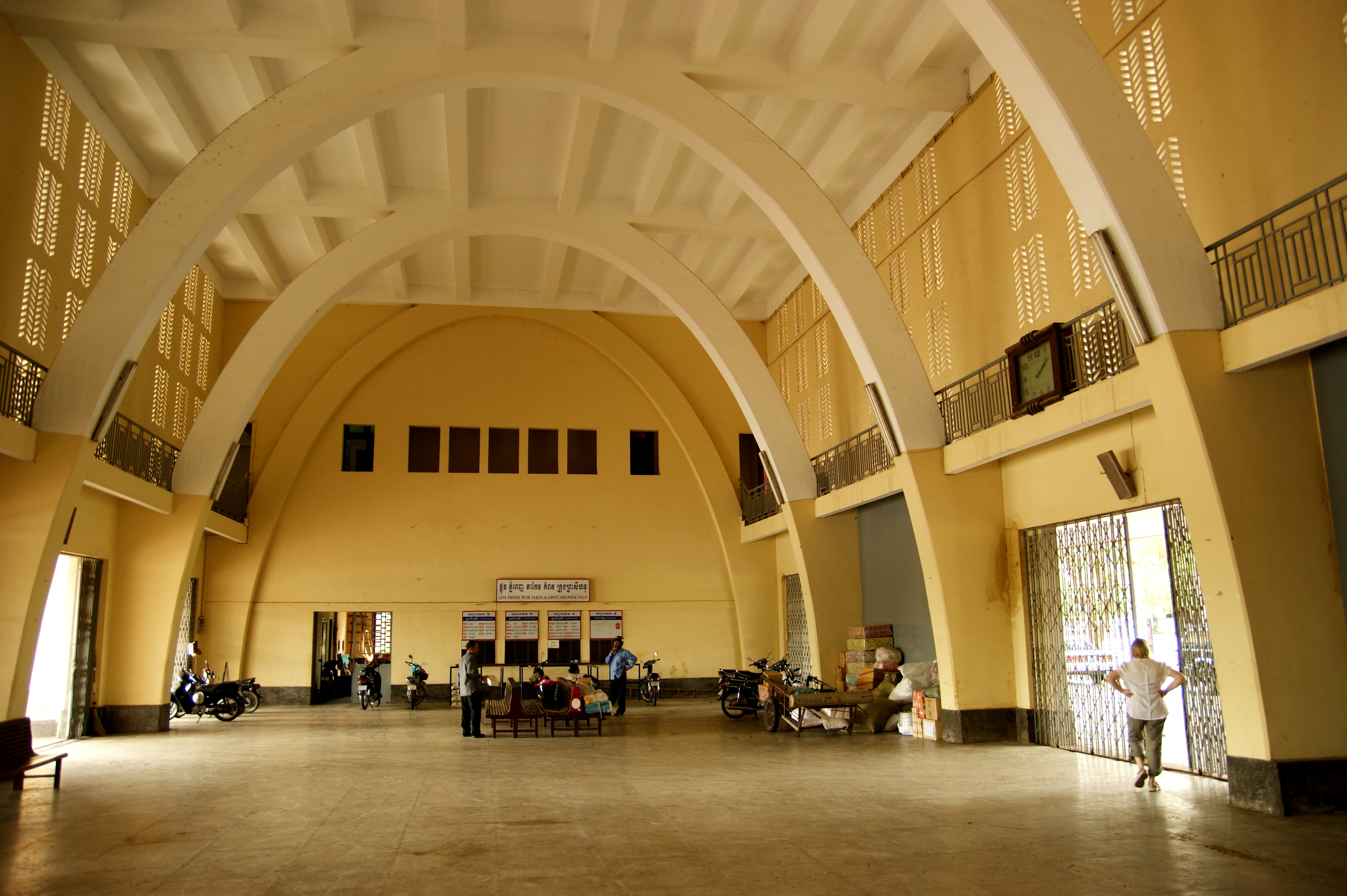
Bên trong nhà ga Phnôm Pênh (năm 2009)

Ga Phnôm Pênh hay Ga Hoàng gia Phnôm Pênh là ga đường sắt chính ở thủ đô Phnôm Pênh, Campuchia. Nhà ga nằm kế bên Trường Đại học Y và Đại học Quản lý Quốc gia và Đại sứ quán Canada.
Các dịch vụ tàu chở khách theo lịch trình giữa Phnôm Pênh và Sihanoukville đã được nối lại vào tháng 5 năm 2016 sau khi bị đình chỉ trong 14 năm.  Sau đó, nhiều chuyến tàu chở khách tiếp tục hoạt động trở lại. Kể từ tháng 5 năm 2021, có lịch trình xe lửa chạy tuyến giữa Phnôm Pênh đến Krong Pursat, Krong Battambang, Krong Sisophon và Poipet. Sẽ có hẳn cả một dịch vụ xe lửa chở khách từ Phnôm Pênh đến Bangkok vào năm 2022.

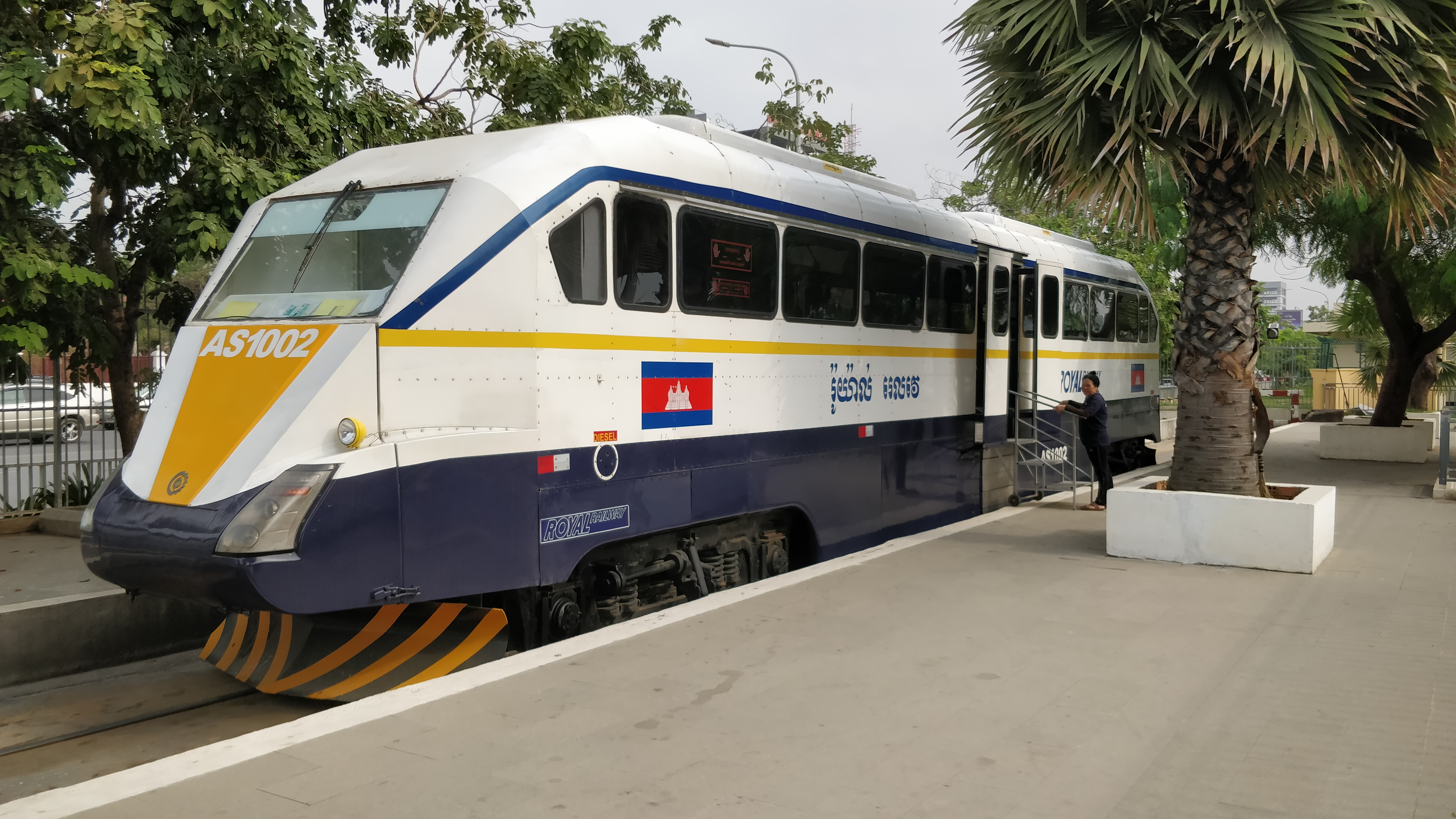
Đoàn tàu đưa đón sân bay Phnôm Pênh

Tháng 4 năm 2018, các chuyến tàu do hãng Đường sắt Hoàng gia điều hành bắt đầu chạy tốc hành từ Sân bay quốc tế Phnôm Pênh đến ga Phnôm Pênh. Tính đến năm 2019, Đường sắt Hoàng gia chạy 44 chuyến tàu mỗi ngày và 15–16 chuyến tàu chở hàng đến Sihanoukville và Poipet.

## Thi công
Quá trình xây dựng nhà ga bị mùa mưa gây cản trở. "Do đó, một bước tiến đáng kể đã được thực hiện trong năm đầu tiên và vào năm 1931, Công ty đã tập trung mọi nỗ lực của mình vào một mặt vào nhà ga Phnôm Pênh, bao gồm ke ga, các tòa nhà và cơ sở vật chất, có tầm quan trọng đặc biệt, và thứ hai là vào nguồn cung cấp dằn. Trong khi đó, thiên nhiên thường trở thành mối hiểm họa ở Campuchia, đã trở thành công cụ hỗ trợ chính chống lại các kỹ sư bằng cách bồi thêm đất đắp và được thảm thực vật củng cố. Thời tiết tốt đã quay trở lại, công việc tích cực được nối lại với việc khôi phục những đoạn đường đắp cao và san lấp mặt bằng".

## Lịch sử
Ga Phnôm Pênh được xây dựng vào năm 1932 bằng bê tông cốt thép để phục vụ tuyến đường sắt đến Battambang. Ngày 28–30 tháng 9 năm 1960, hai mươi mốt nhà lãnh đạo của Đảng Nhân dân Cách mạng Campuchia (KPRP) đã tổ chức hội nghị bí mật tại nhà ga này. Hội nghị dẫn đến việc đảng bị đổi tên thành Đảng Lao động Campuchia (WPK). Dưới thời Campuchia Dân chủ, hội nghị chủ chốt này về sau dự kiến lấy đó làm ngày thành lập đảng. Cuộc họp quan trọng đầu tiên của giới lãnh đạo Khmer Đỏ gồm có Pol Pot được tổ chức tại nhà ga này vào tháng 4 năm 1975, sau khi Phnôm Pênh thất thủ mà chính tại đó người Mỹ đã quyết định tiến hành chiến dịch di tản ra khỏi thành phố này.